# Маруся Іванова Любчева
Маруся Іванова Любчева (болг. Маруся Иванова Любчева; 20 липня 1949, Митровці) — болгарський політик і депутат Європейського парламенту від ПЕС в період 2007—2009 та в період 2013—2014 років.

## Біографія
Отримала професійну кваліфікацію інженера-хіміка за спеціальністю «Технологія полімерів». З 1972 року — аспірант Вищого хіміко-технологічного інституту «Проф. д-р Асен Златаров». У 1977 році сталакандидатом технічних наук (сьогодні: доктор) і має понад 50 наукових публікацій у довідкових журналах, у національній та місцевій пресі.
Між 1977 і 1987 роками працювала науковим співробітником. Доцент з 1987 року. З 1989 по 1991 рр. — декан факультету післядипломної освіти університету «Проф. д-р Асен Златаров». З 1991 р. по 1993 р. — декан факультету органічних хімічних технологій є завідувачем кафедри матеріалознавства.
З 1991 по 1995 рік — міський радник в Бургасі. З 1995 по 2005 рік — заступник міського голови муніципалітету Бургаса. Член міської ради БСП з 2003 по 2006 рр. З 2005 р. є членом Коаліції за Болгарію в 40-й Національній асамблеї. 1 січня 2007 року стала членом Європейського парламенту від Болгарії до 2009 року. З 2013 року до 2014 року знову є членомом Європейського Парламенту.

## Парламентська діяльність
Маруся Любчева є членом 4 комітетів Європейського Парламенту: Комітету з міжнародної торгівлі, Комітету з питань бюджетного контролю (повноправний член), Комітету з питань бюджетів та Комітету з прав жінок та ґендерної рівності (заступник члена). Вона також є членом Делегації в Комітетах Парламентського співробітництва ЄС-Казахстан, ЄС-Киргизстан і ЄС-Узбекистан, а також у відносинах з Таджикистаном, Туркменістаном і Монголією та заступником члена делегації в Комітеті парламентського співробітництва ЄС-Україна".